# Бакле д’Альб, Луи Альбер Гислен
Луи Альбер Гислен Бакле д’Альб (фр. Louis Albert Guislain Bacler d'Albe; 21 октября 1761, Сен-Поль-сюр-Тернуаз — 12 сентября 1824, Севр) — французский пейзажист, картограф, гравёр, барон и генерал, сопровождавший Наполеона в походах и дослужившийся до чина бригадного генерала.
Бакле д’Альбе был одним из самых давних соратников Наполеона: соратник по артиллерии при осаде Тулона, он был указан в завещании Наполеона, составленном на острове Святой Елены в 1821 году, среди имён воспитателей его сына. С 1799 по 1814 год он был самым доверенным военно-стратегическим советником Наполеона, возглавляя его личный топографический комитет Dépôt de la Guerre.
Он считался одним из лучших картографов своего времени. Он усовершенствовал технику рельефной штриховки, руководил Dépôt de la Guerre и составил первые топографические карты Италии, а затем и Европы (под названием Carte de l’empereur), потерянные при отступлении из Российской Империи. Французский историк Фредерик Массон характеризовал его следующим образом: «Одарённый необыкновенной способностью, он мог единственно на основании карты безошибочно представить панораму той местности, где император предполагал дать сражение. По штриховке, по какой-нибудь кривой линии, по белым и чёрным точкам, он воссоздавал не только в своём воображении, но и в воображении другого не только отвлечённое представление, а, так сказать, живую картину местности предстоящего похода. Он, если не изобрёл, то, по крайней мере, вновь открыл тот метод ведения войны, который в настоящее время считается общепринятым».
Он также считался новатором в батальном жанре, используя как свои топографические знания, так и чувствительность к человеческим деталям, и талантливым гравёром, известным своими пейзажами Савойи и другими сценами по всей Европе во время кампаний Французской Империи.